# Bovenstreek (Drenthe)
Bovenstreek is een buurtschap in de gemeente Aa en Hunze, in de Nederlandse provincie Drenthe. De buurtschap was tot 1998 een onderdeel van de gemeente Gieten.
Bovenstreek ligt ten zuidoosten van Gieterveen, aan de Boerendijk.  Deze dijk loopt van oorsprong aan beide zijden van de waterloop De Beek. Het noordwestelijke deel vormt als de straat Broek het centrum Gieterveen en het noordoostelijke deel de buurtschap Streek.
Bovenstreek is een buurtschap met ongeveer 20 huizen en ongeveer 50 inwoners en valt qua adressering onder Gieterveen.
Drenthe: Steden en dorpen      Nederland: Provincies · Gemeenten